# Lizarda
Lizarda là một đô thị thuộc bang Tocantins, Brasil. Đô thị này có diện tích 5723,201 km², dân số năm 2007 là 3635 người, mật độ 0,64 người/km².